# Falkstraße (Weimar)

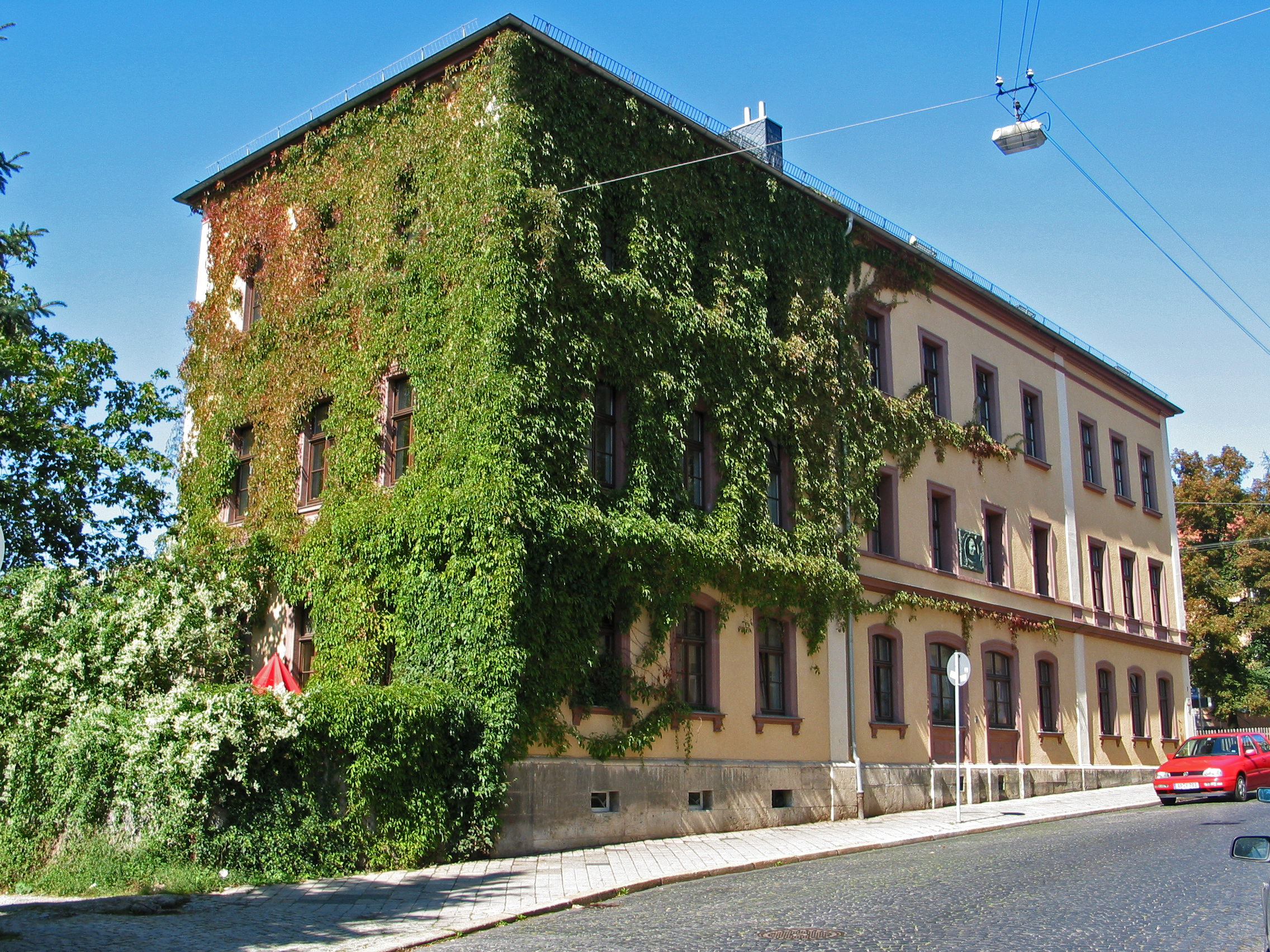
Falkstraße 7, ehemaliges Falkheim

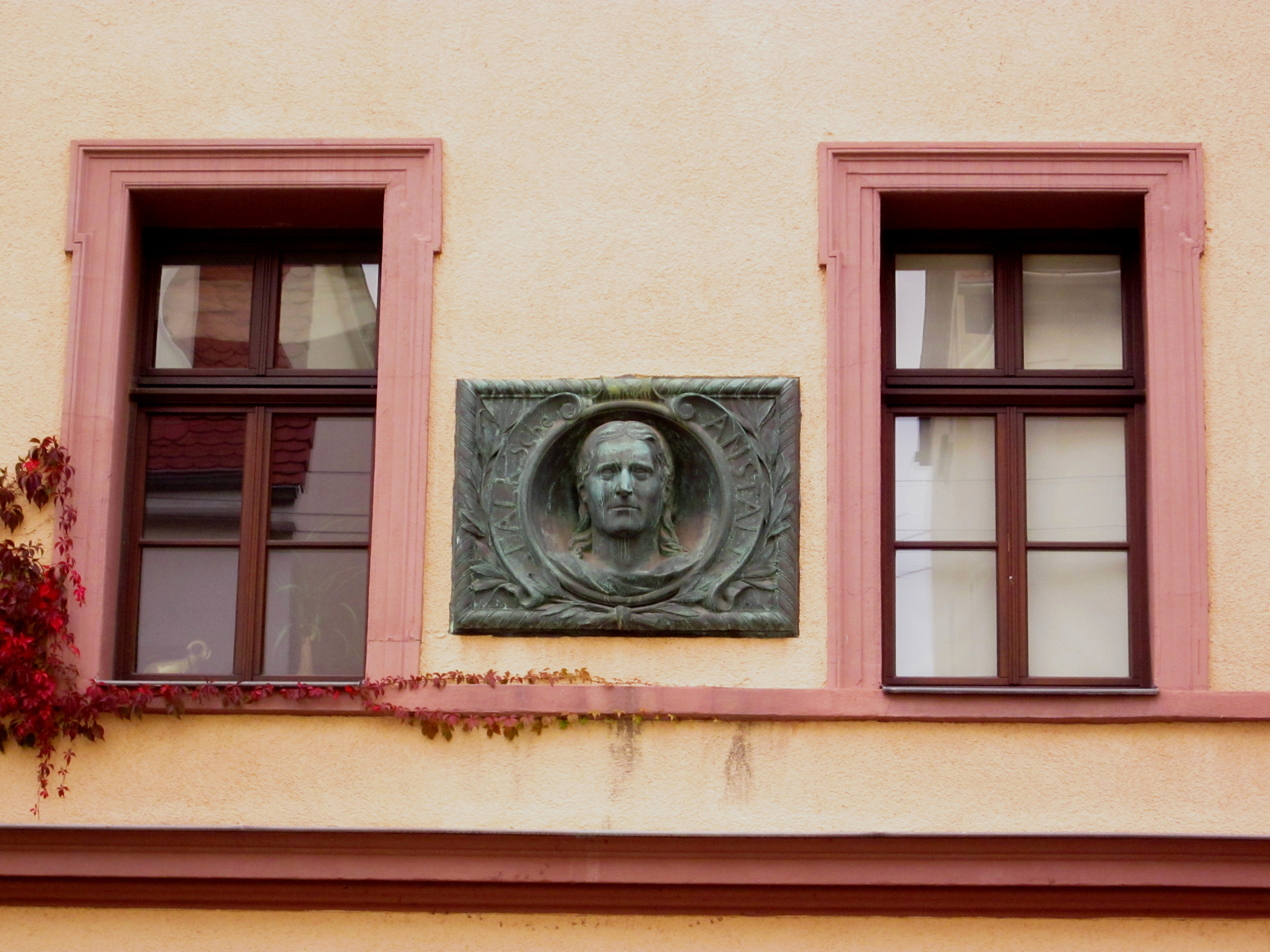
Relief Falkstraße 7 am ehemaligen Falkheim

Die Falkstraße ist eine Innerortsstraße in der Nordvorstadt von Weimar. Die 1875 nach Johann Daniel Falk benannte Straße verläuft von der Herbststraße bis zur Döllstädtstraße. Sie umfasste einst auch den Abschnitt der heutigen Friedrich-Naumann-Straße. Das zuvor am Lutherhof befindliche Falk'sche Institut wurde 1830 in die Falkstraße verlegt. Im Jahre 1875 kam dort nach der Aufstockung des klassizistischen Baues das bronzene Relief an die vereinfachte Fassade. Nach dem Zweiten Weltkrieg war es bis 1990 Kindergarten „Falkheim“.
In der Falkstraße 7 befindet sich das ehemalige Falkheim, das mit dem Relief als solches zu erkennen ist. Dieses steht auf der Liste der Kulturdenkmale in Weimar (Einzeldenkmale). In der Falkstraße sind Reihenhäuser Nr. 9–13 als „Volkshäuser“ 1937/38 oder 1939 entstanden. Das erfolgte unter August Lehrmann. Das Relief wurde vom Neffen Falks Hermann Falk gestiftet. Das Vorbild hierfür war wie beim Johannes-Falk-Denkmal eine vom Breslauer Wachsmodelleur und Bildhauer Carl Hettler geschaffene Büste von 1826.